# Elan Microelectronics Corporation

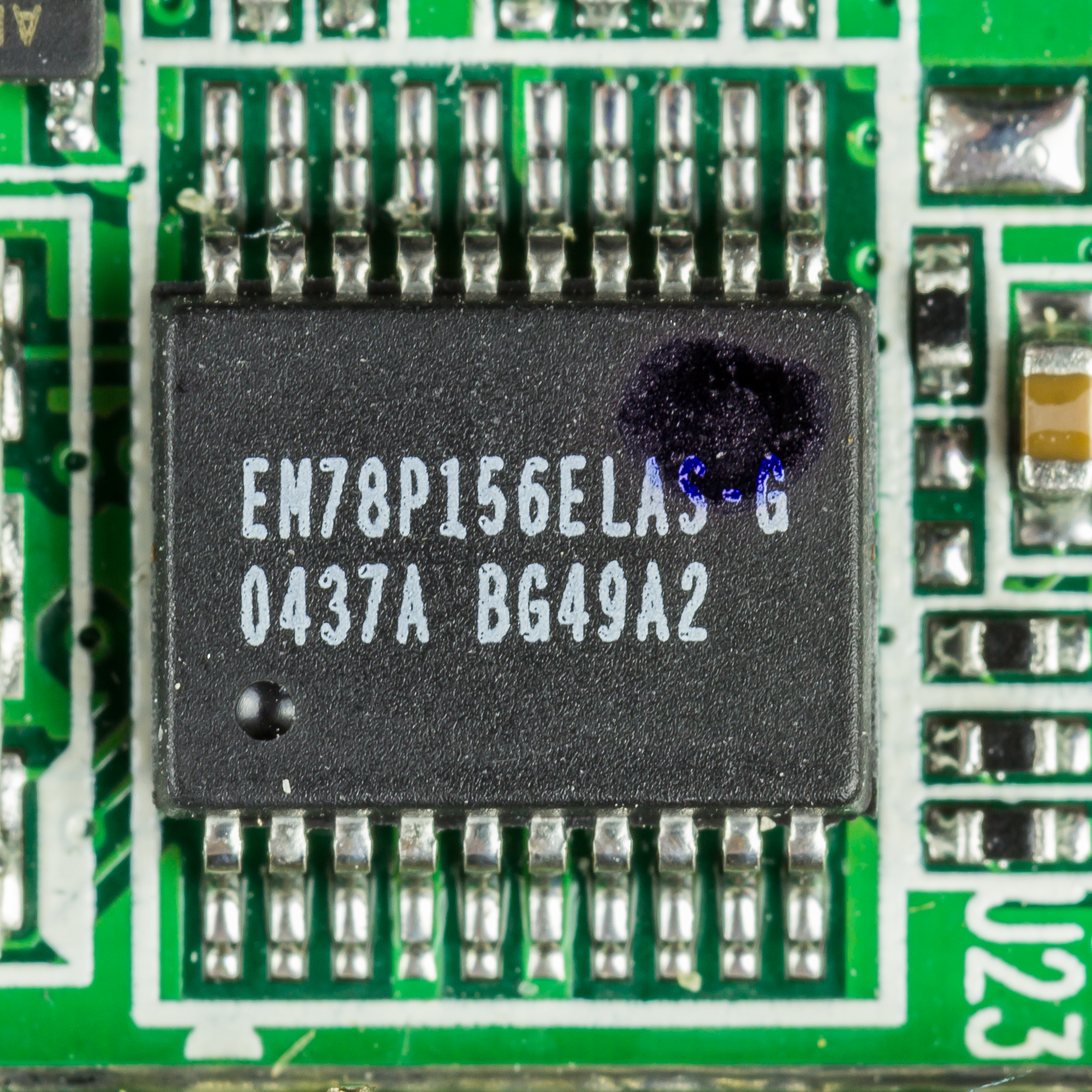
8-Bit Mikrocontroller: Elan EM78P156ELAS

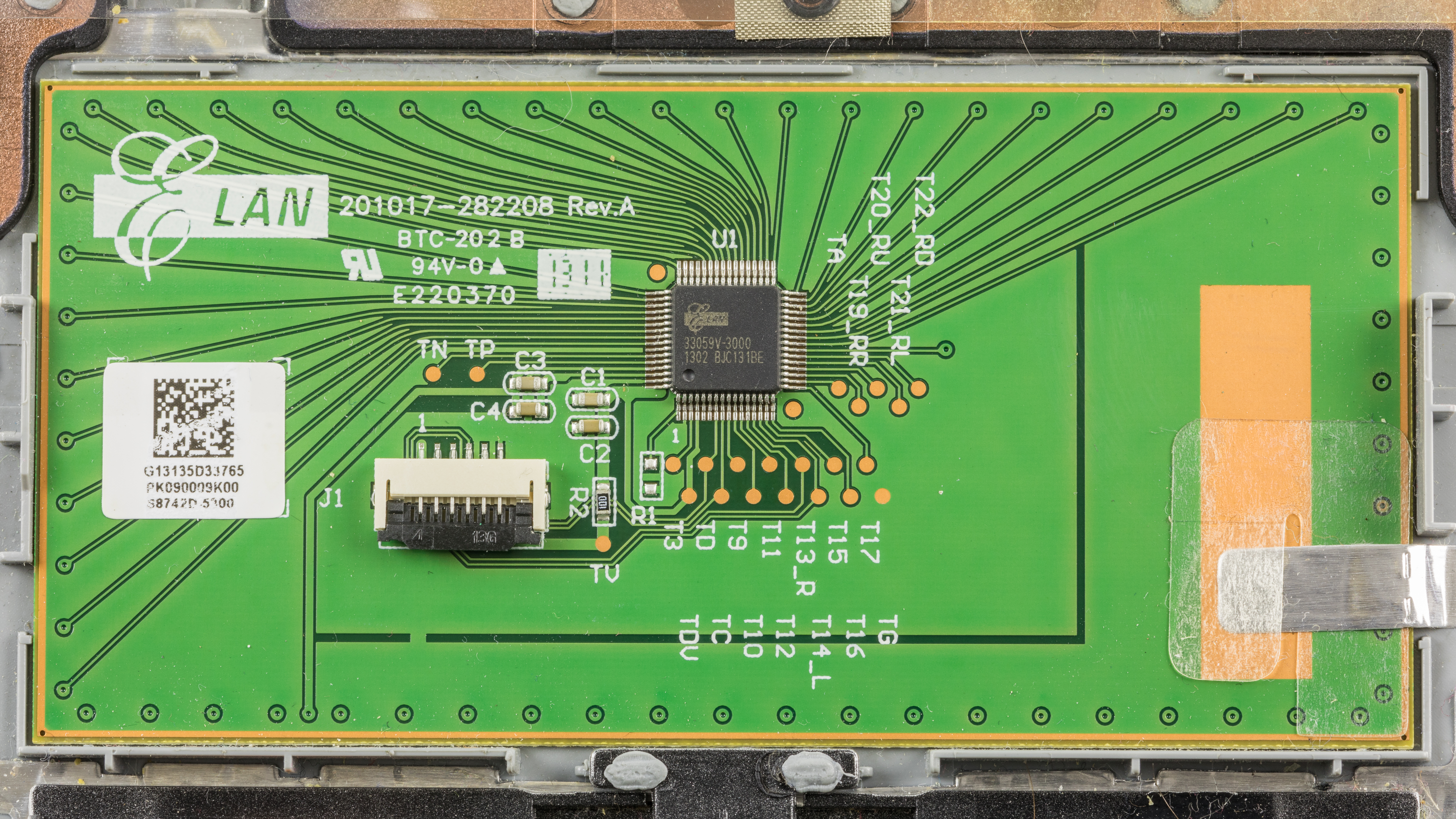
Touchpad von Elan aus einem Acer TravelMate Notebook

ELAN (Elan Microelectronics Corporation) (chinesisch 義隆電子, Pinyin Yìlóng Diànzi) wurde 1994 als IC-Design-Zentrum in Hsinchu in Taiwan gegründet. ELAN gehört weltweit zu den größten 30 Unternehmen in diesem Bereich. Da die Firma fabless ist, also keine eigene Fertigungskapazitäten aufweist, greift sie für die Produktion der integrierten Schaltkreise auf Silicon Foundries zurück. Weltweit hat ELAN etwa 480 Beschäftigte.